# Jaera istri
Jaera istri é uma espécie de crustáceo descrita por Michel Veuille em 1979. Jaera istri faz parte do gênero Jaera e da família Janiridae.